# Letícia Persiles
Letícia Persiles Reis (Rio de Janeiro, 4 de janeiro de 1983) é uma atriz e cantora brasileira. Foi vocalista da banda Manacá.

## Carreira
Começou a carreira no teatro em 1994. Em 2008, Letícia estreou na televisão da minissérie Capitu. Ela tem um filho, fruto do relacionamento com o diretor Luiz Fernando Carvalho. A atriz protagonizou, em 2012, a telenovela Amor Eterno Amor, o papel que seria destinado a Carol Castro. Em 2014, atua na série A Segunda Vez do Multishow como uma garota de programa. Em 2015, atua na novela Além do Tempo como Anita de Lucca.

## Filmografia

### Televisão
| Ano  | Título           | Personagem                              | Notas                         |
| ---- | ---------------- | --------------------------------------- | ----------------------------- |
| 2008 | Capitu           | Capitu (Jovem)                          | Episódios: "6–10 de dezembro" |
| 2012 | Amor Eterno Amor | Miriam Allende Alicia Borges            |                               |
| 2014 | A Segunda Vez    | Carla Neumann (Ya)                      |                               |
| 2015 | Além do Tempo    | Anita de Lucca Anita Staffiero          |                               |
| 2018 | Orgulho e Paixão | Amelia Antunes                          |                               |
| 2019 | Espelho da Vida  | Drª. Letícia Nolasco Maristela Gonzalez |                               |

### Cinema
| Ano  | Título                                | Personagem | Notas          |
| ---- | ------------------------------------- | ---------- | -------------- |
| 2014 | Clareando                             | Clara      | Curta-metragem |
| 2015 | Dona do Paraíso                       | Alex       |                |
| 2016 | Moto Anjos                            | Lilian     |                |
| 2019 | Happy Hour - Verdades e Consequências | Jô         |                |
| 2023 | As Órfãs da Rainha                    | Leonor     |                |

## Teatro
| Ano     | Título                             | Notas                         | Ref. |
| ------- | ---------------------------------- | ----------------------------- | ---- |
| 1994    | A Última Fila                      | direção de Elbe de Holanda    |      |
| 1994    | Auto de Natal                      | direção de Elbe de Holanda    |      |
| 1995    | O Sol Molhado                      | direção de Elbe de Holanda    |      |
| 1995    | O Fim do Caminho                   | de Letícia Persiles           |      |
| 1997    | Aironx x Eguens                    | direção de Elbe de Holanda    |      |
| 1997    | Quem Matou o Leão?                 | direção de João Brandão       |      |
| 1998    | Quem Quer Brincar com Nininha      | direção de Rodrigo Malvar     |      |
| 1999    | Dona Aranha Negra e a Venenosa     | direção de Elbe de Holanda    |      |
| 2000    | Tio Picolé o Palhaço Brincalhão    | direção de Elbe de Holanda    |      |
| 2001    | Dim Dom                            | direção de Antônio de Holanda |      |
| 2001    | Valsa nº 6                         | direção de Rodrigo Malvar     |      |
| 2001    | O Boi e o Burro a Caminho de Belém | direção de Iran Costa Júnior  |      |
| 2003    | Um Amor de Espantalho              | direção de Thelmo Fernandes   |      |
| 2003    | Os Filhos da Trupe                 | Grupo NEP                     |      |
| 2003    | O Amor Médico                      |                               |      |
| 2016–17 | Garota de Ipanema - O amor é bossa |                               |      |

## Discografia

### Álbuns de estúdio
| Ano  | Título                      |
| ---- | --------------------------- |
| 2013 | As Cartas de Amor e Saudade |
| 2020 | O Baile das Andorinhas      |

## Prêmios e indicações
| Ano  | Premiação                     | Categoria             | Indicação          | Resultado |
| ---- | ----------------------------- | --------------------- | ------------------ | --------- |
| 2012 | Prêmio Quem de Televisão      | Melhor Atriz          | Amor Eterno Amor   | Indicada  |
| 2024 | Festival Sesc Melhores Filmes | Melhor Atriz Nacional | As Órfãs da Rainha | Pendente  |